# Hymenophyllum superbum
Hymenophyllum superbum là một loài thực vật có mạch trong họ Hymenophyllaceae. Loài này được C.V. Morton miêu tả khoa học đầu tiên năm 1947.